# Hellraiser: Hellseeker
Hellraiser: Hellseeker ist der sechste Teil der Horrorfilmreihe Hellraiser und wurde 2002 auf DVD veröffentlicht. Ashley Laurence spielt hier wieder Kirsty Cotton, die Protagonistin aus den ersten beiden Teilen der Hellraiser-Reihe. Der Film ist auch bekannt unter dem Namen Hellraiser 6: Hellseeker.

## Handlung
Kirsty Cotton ist mittlerweile mit ihrem Mann Trevor verheiratet. Dieser plante allerdings, seine Frau, welche er mit drei anderen Frauen betrog, zusammen mit einem Komplizen zu töten, um an Kirstys Erbe zu kommen. Als Kirsty gemeinsam mit ihrem Mann unterwegs ist, geschieht ein Unfall und ihr Auto stürzt in einen See.
Ihr Mann kann sich retten, doch Kirsty ist verschollen. Traumatisiert und von Alpträumen geplagt, versucht ihr Ehemann wieder ins Leben zurückzufinden, doch dann wird er von der Polizei des Mordes an Kirsty verdächtigt. Bei dem Versuch, seine Unschuld zu beweisen, stößt er auf ein Komplott. Denn Kirsty ist nicht tot, stattdessen ist sie wieder eine Allianz mit dem Pinhead eingegangen, um ihr eigenes Leben zu retten. Denn nachdem Trevor ihr einen geheimnisvollen Würfel geschenkt hatte, waren die Zenobiten wieder auf Kirstys Spur gekommen. Um sich selbst zu retten, verriet sie ihren Mann, seinen Komplizen und die Geliebten an den Pinhead im Tausch gegen ihr eigenes Leben.
Die Erlebnisse von Trevor stellen sich am Ende des Films als Teil seiner Folter durch den Pinhead heraus. Der Autounfall, bei dem Kirsty verschwand, geschah eigentlich durch den Kopfschuss, den Trevor durch seine Frau erhielt. Als die Polizei das Auto aus dem See fischt, finden sie die Waffe, mit der auch die anderen Menschen erschossen wurden, und Kirsty kann der Polizei glaubhaft machen, dass ihr Mann, nachdem er ihr die Taten gestand, während der Autofahrt Selbstmord begangen hat.
Zuletzt gibt ein Polizist Kirsty ihr Geschenk zum Hochzeitstag zurück, das sich ebenfalls im Wagen befand: den Würfel.

## Synchronisation
Die deutsche Synchronfassung entstand bei der Studio Babelsberg Synchron in Potsdam. Carsten Bengelsdorf schrieb das Dialogbuch und Engelbert von Nordhausen führte Regie.
| Rolle            | Darsteller         | Synchronsprecher   |
| ---------------- | ------------------ | ------------------ |
| Kirsty Cotton    | Ashley Laurence    | Ulrike Stürzbecher |
| Trevor Gooden    | Dean Winters       | Peter Flechtner    |
| Pinhead/Händler  | Doug Bradley       | Erich Räuker       |
| Detective Lange  | William S. Taylor  | Klaus Sonnenschein |
| Detective Givens | Michael Rogers     | Lutz Schnell       |
| Bret             | Trevor White       | Bernhard Völger    |
| Gwen Stevens     | Sarah-Jane Redmond | Heike Schroetter   |

## Kritik
„Sechster Teil der ‚Hellraiser‘-Serie, der ebenso blutige wie verworrene Horror-Unterhaltung der härteren Art bietet. Zwar treibt erneut Clive Barkers Horror-Figur ‚Pinhead‘ das Geschehen voran, fungiert jedoch nur noch als vages Wiedererkennungszeichen.“

## Auszeichnungen
- Der Film gewann einen DVD Premiere Award 2003 in der Kategorie Best Visual Effects.
- Vier Nominierungen für den DVD Premiere Award: Best Actor (Doug Bradley), Best Cinematography, Best Editing, Best Live Action DVD Premiere Movie.

## Trivia
- Regisseur Rick Bota übernahm auch die Regie bei den beiden folgenden Fortsetzungen.
- Die deutsche DVD FSK 16-Fassung ist die ungeschnittene Version des Films.
- Neben der „klassischen“ Lament Configuration taucht in diesem Film zum ersten Mal auch eine der kugelförmigen Puzzleboxen von Phillipe LeMarchand auf.